# Per-Henry Richter
Per-Henry Richter, född 13 december 1928 i Malmö Sankt Pauli församling, Malmö, död 24 april 2012 i Skanör-Falsterbo församling, Skåne län, var en svensk reklamman och författare.
Per-Henry Richter var en av sin tids mest tongivande copywriter och reklamman. Han var verksam vid Svenska Telegrambyrån i Malmö dit många duktiga copywriters lockas under 1950- och 60-talen. Under 1950-talet ledde Richter tillsammans med John Melin ett framgångsrikt arbetade för att förvandla glastillverkaren Boda till ett modernt och konsumentorienterat företag.
Han medverkade även i den första panelen i radioprogrammet På minuten som då sändes från Malmö. Richter är gravsatt i Falsterbo urnlund.